# Jimmi Simpson
James Raymond (Jimmi) Simpson (ur. 21 listopada 1975 w Hackettstown) – amerykański aktor teatralny, filmowy i telewizyjny. Były mąż aktorki Melanie Lynskey.
Studiował aktorstwo na Bloomsburg University of Pennsylvania, następnie grywał w grupie teatralnej Williamstown Theatre Festival z Massachusetts. W latach 2007–2008 występował na Broadwayu w jednej z głównych ról sztuki The Farnsworth Invention nagrodzonej Theatre World Award. Jako aktor filmowy debiutował w 2000 we Frajerze u boku m.in. Jasona Biggsa. Otrzymywał później gościnne role w kolejnych filmach (m.in. Garbi: super bryka, Zodiak, Abraham Lincoln: Łowca wampirów, Świat w płomieniach). Występował cyklicznie w talk-show Late Show with David Letterman. Dołączał do regularnych ekip seriali U nas w Filadelfii, Breakout Kings, House of Cards, Newsroom, Westworld czy Perpetual Grace, LTD.

## Filmografia
- 2000: Frajer
- 2002: 24 godziny
- 2002: Czerwona Róża
- 2004: D.E.B.S.
- 2005: Garbi: super bryka
- 2005: U nas w Filadelfii
- 2006: Krew za krew
- 2006: Stay Alive
- 2007: Itty Bitty Titty Committee
- 2007: Zodiak
- 2008: CSI: Kryminalne zagadki Las Vegas
- 2009: Dr House
- 2009: Świry
- 2010: Nocna randka
- 2011: Breakout Kings
- 2011: Jak poznałem waszą matkę
- 2011: The Big Bang
- 2012: Abraham Lincoln: Łowca wampirów
- 2013: Impersonalni
- 2013: Rycerze (nie) na niby
- 2013: Świat w płomieniach
- 2014: House of Cards
- 2014: Newsroom
- 2016: Westworld
- 2018: Unsolved
- 2019: Perpetual Grace, LTD
- 2020: Nieobliczalny'[2]